# Marienkapelle (Roetgen)

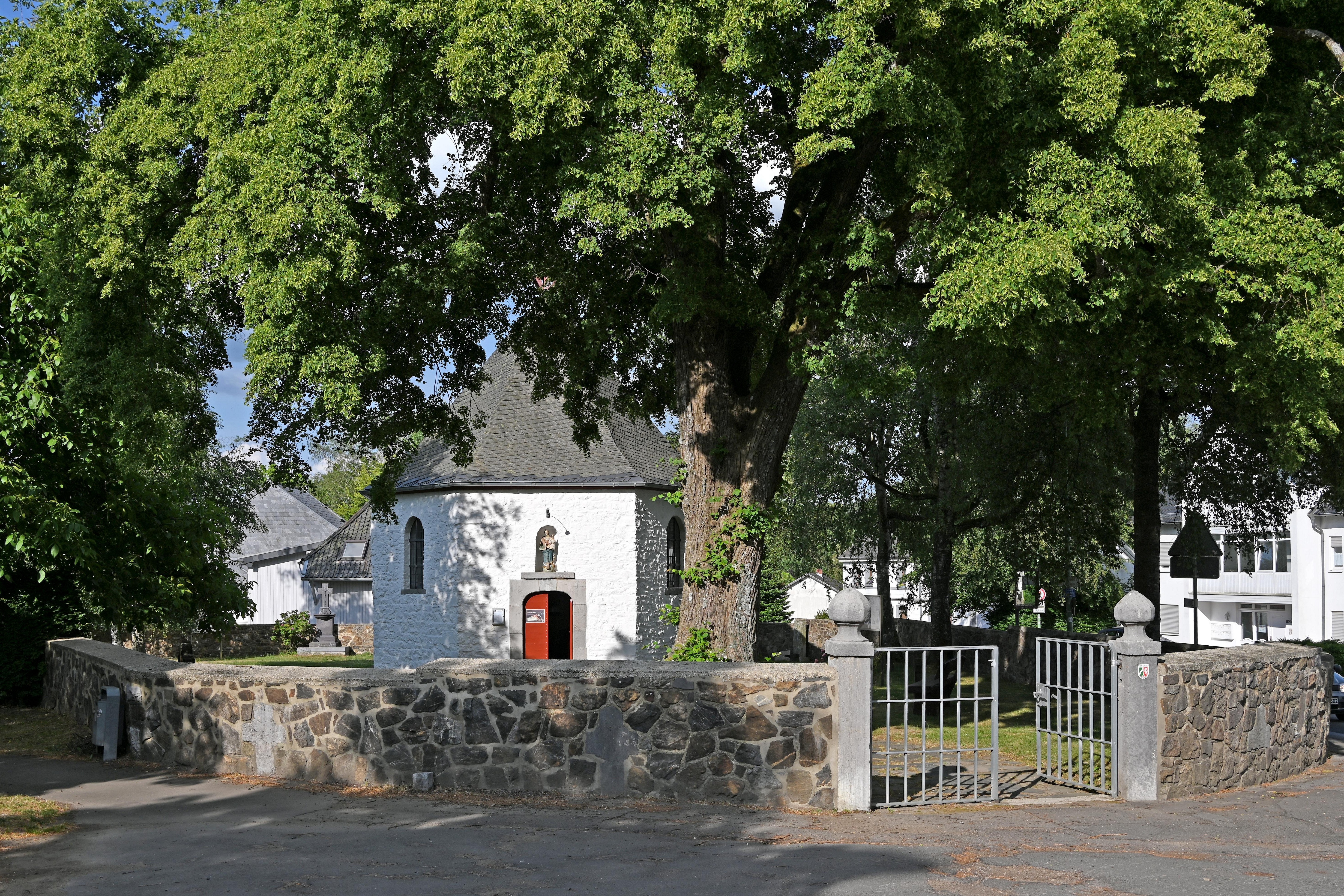
Marienkapelle und Kirchhof Roetgen

Die Marienkapelle im Ort Roetgen in der Städteregion Aachen ist ein katholisches Kirchengebäude, das der neuen Pfarrkirche St. Hubertus im Pfarrverbund Kornelimünster/Roetgen des Bistums Aachen angeschlossen ist. Sie ist durch Rückbau der ehemaligen, im Jahr 1660 erbauten ersten Pfarrkirche entstanden, die unter das Patrozinium des hl. Hubertus als Namensgeber, der Jungfrau Maria und des hl. Johannes der Täufer gestellt worden war. Das zur Kapelle zurückgebaute Kirchengebäude wurde im Jahr 1860 der Jungfrau Maria geweiht und steht seit 1986 unter Denkmalschutz. Die Marienkapelle wird seit 2014 durch den neu gegründeten „Förderverein Marienkapelle Roetgen“ betreut, nachdem das Bistum die Zuschüsse zur Erhaltung des Kirchengebäudes gestrichen hatte.

## Geschichte

### Pfarrkirche

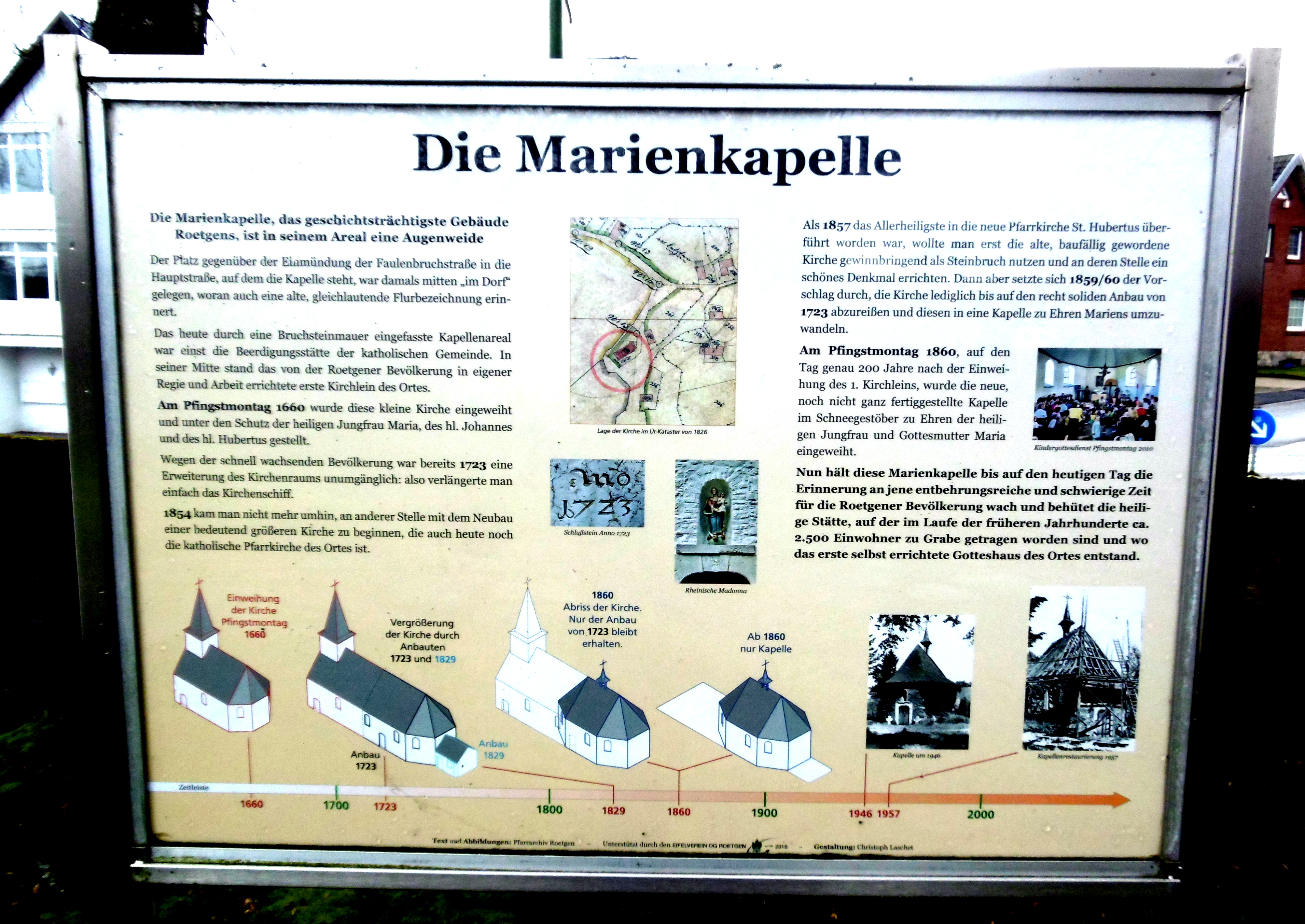
Baupläne auf der Infotafel

Unmittelbar nach dem Ende des Dreißigjährigen Krieges beschäftigte sich Stephan Horrichem, Prior des ehemaligen Prämonstratenserklosters Reichenstein bei Monschau, verstärkt mit dem Aufbau kriegsbeschädigter Kirchen sowie mit dem Bau neuer Gotteshäuser. So setzte er sich auch dafür ein, dass Roetgen erstmals ein eigenes Kirchengebäude als Filialkirche der Pfarre St. Peter in Konzen bauen durfte, allerdings unter der Bedingung, dass die Bevölkerung für den Unterhalt der künftigen Ortspfarrer aufkommen sollte. Die Finanzierung des Neubaus erfolgte unter Beteiligung der Reichensteiner Klosterkasse und durch Eigenleistung der rund 200 Roetgener Bewohner. Im Jahr 1657 wurde mit dem Bau im alten Dorfkern begonnen, der am Pfingstmontag 1660 mit der Einweihung abgeschlossen werden konnte. Zugleich wurde das Kirchengelände weitläufig mit einer Bruchsteinmauer umfasst, innerhalb der bis 1858 die Grabstätten der katholischen Bewohner eingerichtet wurden.
Bereits wenige Jahrzehnte später erwies sich die Kirche für die wachsende Bevölkerung als zu klein berechnet und es erfolgte 1723 eine maßgebliche Erweiterung durch eine Verlängerung des Kirchenschiffs in Richtung Osten und durch einen neuen Anbau für die Sakristei. Schließlich wurde die bisherige Filialkirche im Jahr 1754 zur eigenständigen Pfarrgemeinde erhoben. Im Jahr 1829 erhielt die Kirche an ihrer östlichen Stirnseite im Bereich der Apsis noch einen kleinen Anbau, der als Sakristei genutzt wurde.
Nachdem Mitte der 1850er-Jahre der Aachener Regierungsbaumeister bei der Bezirksregierung Aachen, Johann Peter Cremer, ein Gutachten über die Kirche erstellt hatte, in dem er die drastische Beengtheit im Innern als nicht mehr zeitgemäß sowie die misslichen Bauzustände als polizeiwidrig beschrieb und darauf hinwies, dass dies einer neuerlichen Erweiterung des Baus entgegenstünde, entschloss sich die Gemeinde, eine neue Kirche zu errichten, die heutige Hauptpfarre St. Hubertus.
In ihrer Zeit als Filial- bzw. Pfarrkirche verrichteten folgende Pfarrer ihren Dienst in Roetgen:
- 1660–1664: wechselnd und nach Bedarf ein Pfarrer aus Konzen oder ein Mönch aus Reichenstein
- 1664–1671: Frater Peter Reuter, O.Praem., Priorat Reichenstein, Roetgens erster ständiger Geistlicher
- 1671–1695: Frater Conrad Frohnen, O.Praem., Priorat Reichenstein
- 1695–1700: Pfarrer Franz Kle(e)fisch, Weltgeistlicher, Rektor in Roetgen
- 1700–1724: Frater Wilhelm Pütz, O.Praem., Priorat Reichenstein
- 1724–1733: Frater Lambert Kohnen, O.Praem., Priorat Reichenstein
- 1733–1748: Marianus Lambertz, Mönch-Priester  der  Prämonstratenser  der  Abtei  Steinfeld
- 1748–1749: Pater Winandus Stoltzen, Franziskaner (OFM), Aukloster Monschau
- 1749–1751: Pater Hyacintus Neuers, O.Praem., Abtei Steinfeld
- 1751–1754: Pater Benedictus Ohrem, O.Praem., Abtei Steinfeld
- 1754–1755: Pater Franz Neuser und Frater Carolus Dohmen, OFM, Aukloster Monschau, (kommissarisch)
- 1755–1768: Pfarrer Ferdinand Stephani, Weltgeistlicher, erster Pfarrer an der Pfarrkirche
- 1768–1770: Pfarrer Johannes Thomas Scholl, Weltgeistlicher
- 1770–1782: Pfarrer Johann-Peter Blankenheim, Weltgeistlicher
- 1783–1792: Pfarrer Hermann-Josef Schlemmer, Weltgeistlicher
- 1792–1794: Pfarrer Philippus Strauch, Augustiner-Eremit (OESA), Aachen
- 1794–1795: Pfarrer Heinrich Hamecher, Weltgeistlicher
- 1795–1802: Pfarrer Mathias Jansen, Weltgeistlicher
- 1802–1805: Pfarrer Johann-Wilhelm Uebach, OFM, Aukloster Monschau
- 1805–1810: Pfarrer Johannes Graff, Weltgeistlicher
- 1810–1845: Pastor Johann Peter Thelen, Weltgeistlicher
- 1846–1851: Pfarrer Franz Wilhelm Savelsberg, Weltgeistlicher
- 1851–1859: Pfarrer Adam Hubert Lambertz, Weltgeistlicher, letzter Pfarrer der alten Kirche

### Kapelle

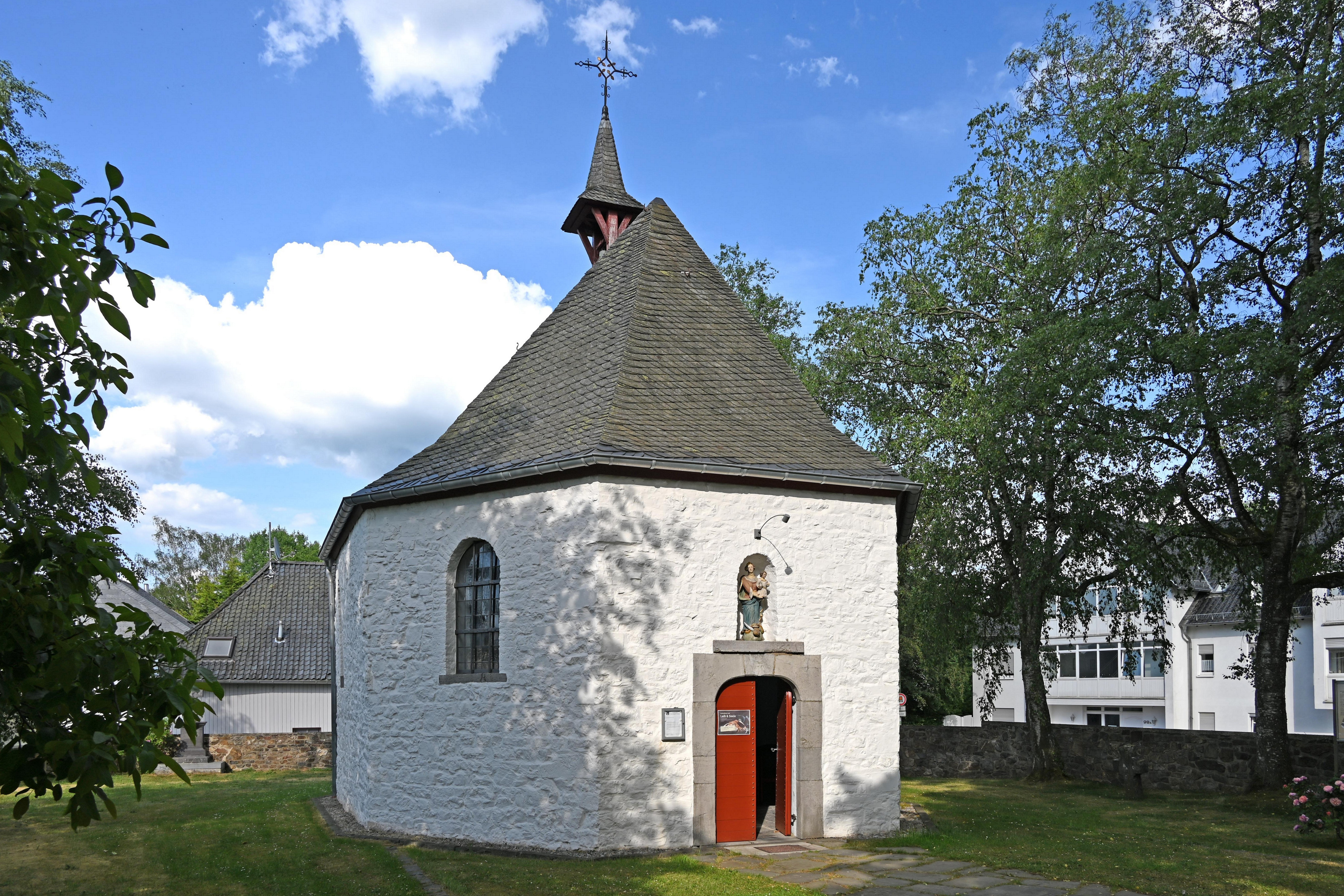
Marienkapelle

Nach der Überführung des Allerheiligsten in die neue Kirche anlässlich der dortigen Einweihungsfeierlichkeiten im Jahr 1857 sollte die alte Kirche abgerissen und an ihrer Stelle ein Denkmal errichtet werden. Dagegen protestierten die Bevölkerung und der amtierende Pfarrer Friedrich Stephan Fischer von St. Hubertus, auch da sie durch diese geplanten Aktivitäten die Totenruhe des umliegenden Gräberfeldes gestört sahen. Mit der Kirchenleitung und den Zivilbehörden einigte man sich daher dahingehend, das alte Kirchengebäude erneut mit Eigenleistung und zusätzlich aus dem Verkauf der alten Bruchsteine als Kapelle zurückzubauen. Dabei blieb der 1723 östlich verlängerte Anteil erhalten, und lediglich der Altbestand aus dem Jahr 1660 sowie die Sakristei aus dem Jahr 1829 wurden abgerissen. Die dabei entstandene offene Westseite des Kirchenschiffes wurde anschließend spiegelbildlich zur dreiflächigen Apsis der Ostseite nachgebaut, so dass ein gestrecktes Achteck entstand. Schließlich konnte der umgewandelte Bau erneut im Jahr 1860 und ebenfalls an einem Pfingstmontag zu Ehren der Jungfrau Maria eingeweiht werden.
In der Folgezeit diente die Kapelle neben ihrer Hauptverwendung als Andachtsstätte von 1865 bis 1881 und erneut zwischen den beiden Weltkriegen als zusätzlicher Schulunterrichtsraum für die benachbarte Grundschule Roetgen, und in den Jahren 1944/1945 als Lazarettraum für amerikanische Truppen sowie vereinzelt auch für deutsche Soldaten.
Die intensive Nutzung seit ihrer Errichtung und der natürliche Verfall der Bausubstanz führten dazu, dass die Kapelle und ihre alte Grundstücksmauer, aber auch die umliegenden verbliebenen Grabstätten mit ihren historisch bedeutsamen Grabkreuzen mehrfach saniert, restauriert und modernisiert werden mussten, zuletzt in den Jahren 1957/1958 und 1985/1986.

## Baubeschreibung

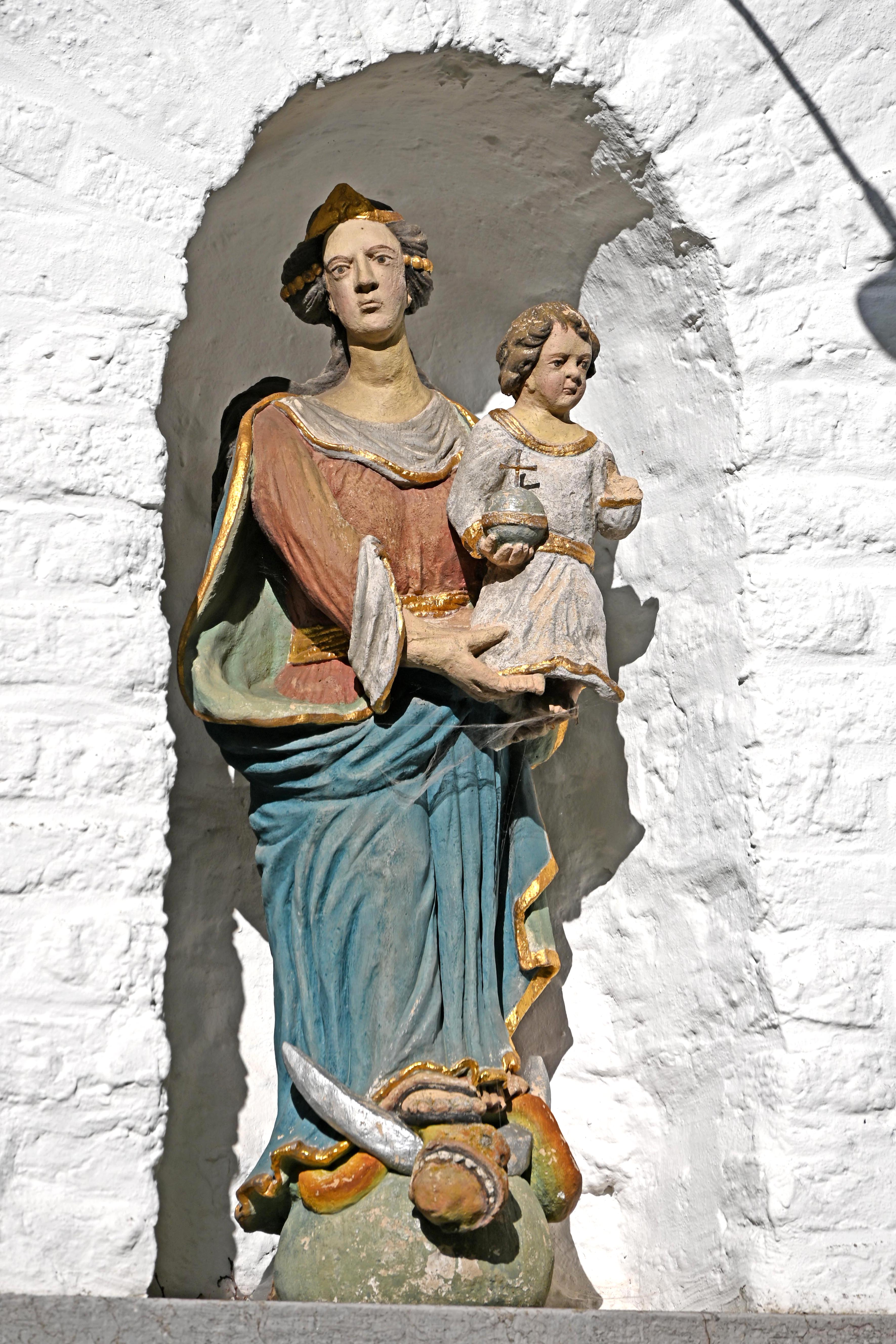
Rheinische Madonna
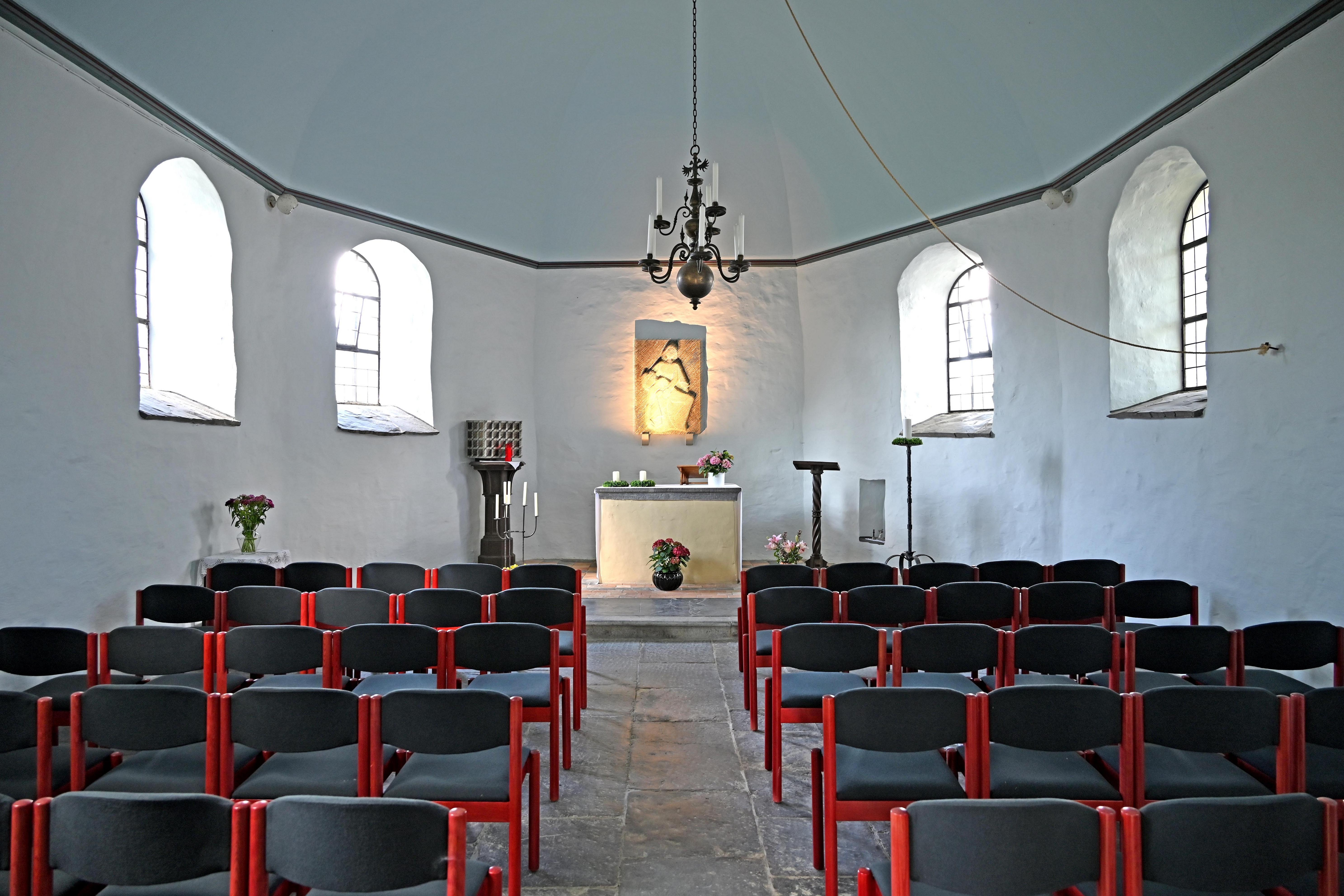
Innenraum

Die heutige Marienkapelle Roetgen ist ein gestreckter oktogonaler Bau in Bruchsteinbauweise, deren Außenwände weiß gekälkt sind. Lediglich in den Fensterbögen und bei der zugemauerten früheren Tür zur Sakristei wurden Ziegelsteine verwendet. Die Kapelle ist mit einem Walmdach abgedeckt, auf dem mittig ein kleiner offener, quadratischer Dachreiter für die Glockenaufhängung mit einem Spitzdach und aufgesetztem Kreuz angebracht ist. Der ehemalige seitliche Eingang an der Südseite der Kapelle wurde 1860 zugemauert und dafür an der Westseite das neue Haupteingangsportal eingelassen. Es besteht aus einer rotbraunen Doppelflügel-Holztür und ist eingerahmt von schweren Blausteinquadern. Mittig des kräftigen Türkämpfers wurde der Schlussstein verbaut, der die Jahreszahl 1723 trägt und aus der Zeit der „Kirchenverlängerung“ stammt. Darüber befindet sich über einem schmalen länglichen Blaustein eine Figurennische, die eine „Rheinische Madonna“ ziert. Sie ist eine Kopie aus dem Jahr 1985 einer Madonna aus dem 17. Jahrhundert, deren Original über dem Hauptportal des St. Michael-Gymnasiums in Bad Münstereifel steht. Die kleinen Rundbogenfenster an den seitlichen Wandflächen mit ihren Fensterbänken aus Blausteinen wurden ebenfalls 1860 neu eingearbeitet und mit Bleiglas ausgestattet.
Das Innere der Kapelle wurde schlicht gehalten und ist durch seinen hellen Anstrich und die Rundbogenfenster lichtdurchflutet. Der erst 1986 erneuerte Fußboden wurde mit Blausteinplatten ausgelegt, die aus der neuen Pfarre St. Hubertus stammen und dort wegen ihrer Untauglichkeit für eine Fußbodenheizung nicht mehr benötigt wurden.
Das Inventar im Kirchenraum ist eine Zusammenstellung aus verschiedenen Epochen. Der Fußbodenbelag im Altarraum und der massive Altartisch sowie die aufgestellten Statuen des hl. Hubertus und des Johann Baptista stammen noch aus älteren Zeiten. Die Hubertusstatue war ein Geschenk der damaligen Mutterkirche in Konzen anlässlich der Pfarrerhebung von der Roetgener Kirche im Jahr 1754. Im Fußboden vor dem Altar ist eine alte Grabplatte eingelassen, die aus der Zeit stammt, als unter dem Altarraum vereinzelt Pfarrer in der dortigen Gruft beerdigt wurden. Die dort Ruhenden sind Marianus Lambertz, Ferdinand Stephani und Johann-Thomas Scholl. Dagegen sind die Bestuhlung, der antik verarbeitete Kronleuchter und die moderne Pietà neueren Datums. Letztere ist eine Privatstiftung und wurde von dem Eifeler Bildhauer Hermann Pier (1925–1985) angefertigt.

### Kirchhof

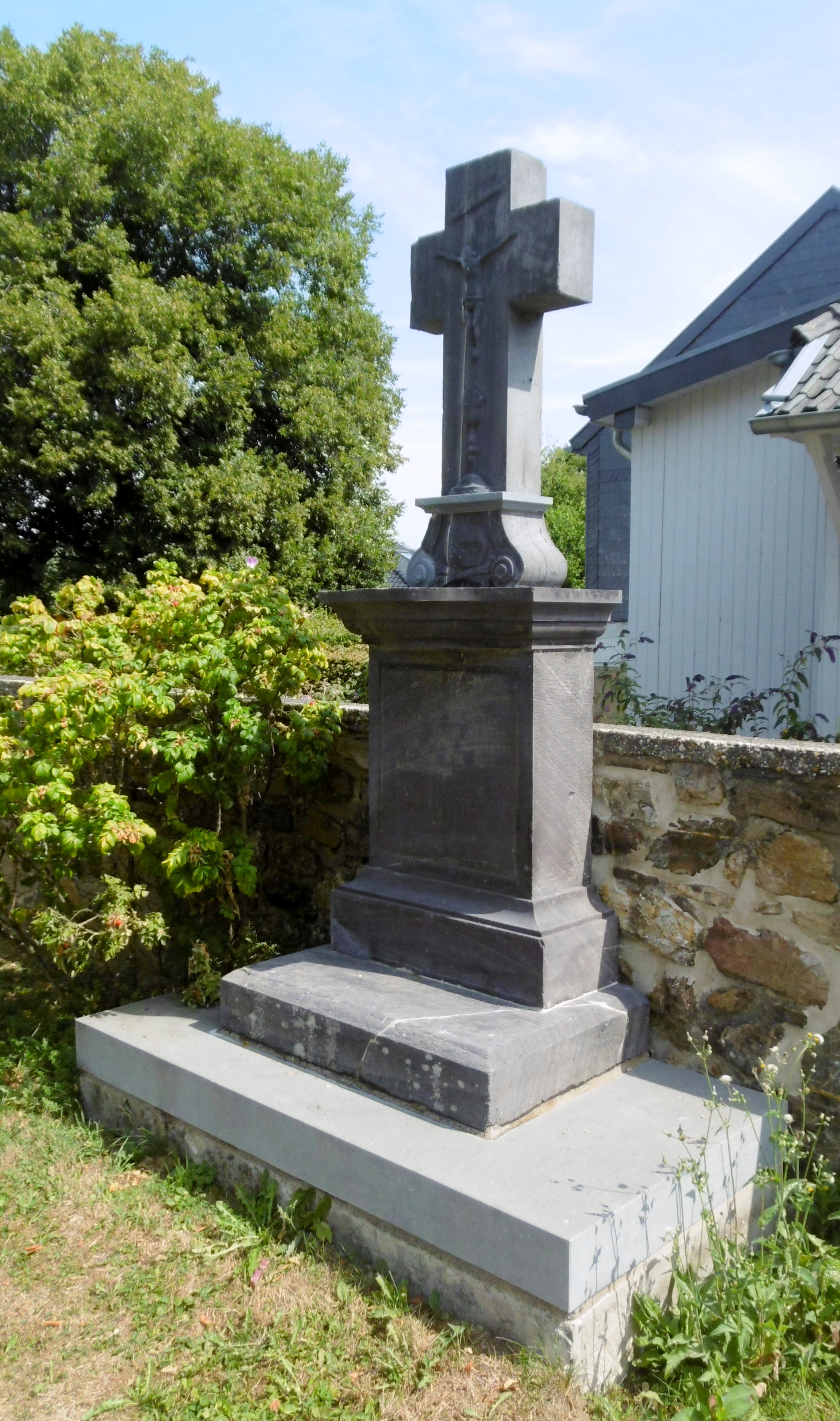
Grabstätte Dechant Thelen (2022)

Das Kapellenareal mit seinem Rasenboden ist mit einer massiven brusthohen Bruchsteinmauer eingezäunt, die ebenfalls mehrfach geändert oder saniert worden ist. Bei der letzten Sanierung der Umfassungsmauer im Jahr 1985 wurde im Grundstein einer ersten geplanten Gebetsstation ein Schreiben vom 16. August 1936 gefunden, aus dem hervorgeht, dass entlang der neu zu errichtenden Mauer, die anstelle des vorigen Staketenzaunes errichtet werden musste, 14 Kreuzwegstationen an deren Innenseite angebracht werden sollten, die jedoch bis auf den Grundstein für die erste Station nie gebaut wurden.
Auf dem Gelände sind noch einige wenige alte Grabsteine und Grabkreuze aus der Zeit, als der „Kirchhof“ zugleich Begräbnisstätte des Ortes war, erhalten geblieben. Unter diesen die drei freistehenden Kreuze für:
- Dechant Johann Peter Thelen, von 1810 bis 1845 Pfarrer an der alten Kirche
- Thilman Klobert und Agnes Klobert, verw. Cremer, geb. Niessen
- Klaas Wolter und Maria, geb. Reinartz

Weitere etwa 13 in die Mauer eingelassene, teilweise rudimentäre Grabkreuze befinden sich eingelassen in der Umgebungsmauer, deren Namen und Daten teilweise unleserlich sind.
Darüber hinaus wurden auf dem Kirchhof Schautafeln zur Geschichte der Kapelle aufgestellt und ein kleiner Spielplatz für Kinder eingerichtet.